# Setocampanula
Setocampanula är ett släkte av svampar. Setocampanula ingår i familjen Trichosphaeriaceae, ordningen Trichosphaeriales, klassen Sordariomycetes, divisionen sporsäcksvampar och riket svampar.
|               | Brachysporium                               |
|               |                                             |
|               | Eriosphaeria                                |
|               |                                             |
|               | Trichosphaeria                              |
|               |                                             |
|               | Cryptadelphia                               |
|               |                                             |
|               | Unisetosphaeria                             |
|               |                                             |
|               | Cresporhaphis                               |
|               |                                             |
|               | Coniobrevicolla                             |
|               |                                             |
|               | Malacosphaeria                              |
|               |                                             |
|               | Acanthosphaeria                             |
|               |                                             |
|               | Melchioria                                  |
|               |                                             |
| Setocampanula | \| \| Setocampanula taiwanensis \| \| \| \| |
|               | \| \| Setocampanula taiwanensis \| \| \| \| |
|               | Setocampanula taiwanensis                   |
|               |                                             |

|  | Setocampanula taiwanensis |
|  |                           |